# Grand Prix automobile d'Italie 1987
GP précédent GP suivant
Le Grand Prix automobile d'Italie 1987 (Gran Premio d'Italia 1987), disputé le 6 septembre 1987 sur le circuit de Monza, est la 447e épreuve du championnat du monde de Formule 1 courue depuis 1950. Il s'agit de la cinquante-huitième édition du Grand Prix d'Italie comptant pour le championnat du monde de Formule 1 et de la onzième manche du championnat 1987.

## Classement
| Pos. | No | Pilote             | Écurie                 | Tours | Temps/Abandon                      | Grille | Points |
| ---- | -- | ------------------ | ---------------------- | ----- | ---------------------------------- | ------ | ------ |
| 1    | 6  | Nelson Piquet      | Williams-Honda         | 50    | 1 h 14 min 47 s 707 (232,636 km/h) | 1      | 9      |
| 2    | 12 | Ayrton Senna       | Lotus-Honda            | 50    | + 1 s 806                          | 4      | 6      |
| 3    | 5  | Nigel Mansell      | Williams-Honda         | 50    | + 49 s 036                         | 2      | 4      |
| 4    | 28 | Gerhard Berger     | Ferrari                | 50    | + 57 s 979                         | 3      | 3      |
| 5    | 20 | Thierry Boutsen    | Benetton-Ford          | 50    | + 1 min 21 s 319                   | 6      | 2      |
| 6    | 2  | Stefan Johansson   | McLaren-TAG            | 50    | + 1 min 28 s 787                   | 11     | 1      |
| 7    | 19 | Teo Fabi           | Benetton-Ford          | 49    | + 1 tour                           | 7      |        |
| 8    | 26 | Piercarlo Ghinzani | Ligier-Megatron        | 48    | + 2 tours                          | 19     |        |
| 9    | 10 | Christian Danner   | Zakspeed               | 48    | + 2 tours                          | 16     |        |
| 10   | 25 | René Arnoux        | Ligier-Megatron        | 48    | + 2 tours                          | 15     |        |
| 11   | 11 | Satoru Nakajima    | Lotus-Honda            | 47    | + 3 tours                          | 14     |        |
| 12   | 4  | Philippe Streiff   | Tyrrell-Ford           | 47    | + 3 tours                          | 24     |        |
| 13   | 16 | Ivan Capelli       | March-Ford             | 47    | + 3 tours                          | 25     |        |
| 14   | 3  | Jonathan Palmer    | Tyrrell-Ford           | 47    | + 3 tours                          | 22     |        |
| 15   | 1  | Alain Prost        | McLaren-TAG            | 46    | + 4 tours                          | 5      |        |
| 16   | 24 | Alessandro Nannini | Minardi-Motori Moderni | 45    | Panne d'essence                    | 18     |        |
| Abd. | 9  | Martin Brundle     | Zakspeed               | 43    | Boîte de vitesses                  | 17     |        |
| Abd. | 30 | Philippe Alliot    | Larrousse-Ford         | 37    | Collision                          | 23     |        |
| Abd. | 23 | Adrian Campos      | Minardi-Motori Moderni | 34    | Incendie                           | 20     |        |
| Abd. | 18 | Eddie Cheever      | Arrows-Megatron        | 27    | Transmission                       | 13     |        |
| Abd. | 22 | Franco Forini      | Osella-Alfa Romeo      | 27    | Turbo                              | 26     |        |
| Abd. | 21 | Alex Caffi         | Osella-Alfa Romeo      | 16    | Suspension                         | 21     |        |
| Abd. | 27 | Michele Alboreto   | Ferrari                | 13    | Turbo                              | 8      |        |
| Abd. | 17 | Derek Warwick      | Arrows-Megatron        | 9     | Injection                          | 12     |        |
| Abd. | 8  | Andrea De Cesaris  | Brabham-BMW            | 7     | Suspension                         | 10     |        |
| Abd. | 7  | Riccardo Patrese   | Brabham-BMW            | 5     | Moteur                             | 9      |        |
| Nq.  | 32 | Nicola Larini      | Coloni-Ford            |       | Non qualifié                       |        |        |
| Nq.  | 14 | Pascal Fabre       | AGS-Ford               |       | Non qualifié                       |        |        |

## Pole position et record du tour
- Pole position : Nelson Piquet en 1 min 23 s 460 (vitesse moyenne : 250,180 km/h).
- Meilleur tour en course : Ayrton Senna en 1 min 26 s 796 au 49e tour (vitesse moyenne : 240,564 km/h).

## Tours en tête
- Nelson Piquet : 31 (1-23 / 43-50)
- Ayrton Senna : 19 (24-42)

## À noter
- 20e victoire pour Nelson Piquet.
- 38e victoire pour Williams en tant que constructeur.
- 25e victoire pour Honda en tant que motoriste.